# Абікіу (Нью-Мексико)
Абікіу (англ. Abiquiú) — переписна місцевість (CDP) в США, в окрузі Ріо-Арріба штату Нью-Мексико. Населення — 181 особа (2020).

## Географія
Абікіу розташований за координатами 36°12′17″ пн. ш. 106°19′34″ зх. д. / 36.20472° пн. ш. 106.32611° зх. д. (36.204656, -106.326178).  За даними Бюро перепису населення США в 2010 році переписна місцевість мала площу 2,47 км², з яких 2,47 км² — суходіл та 0,00 км² — водойми.

## Демографія
Згідно з переписом 2010 року, у переписній місцевості мешкала 231 особа в 96 домогосподарствах у складі 54 родин. Густота населення становила 94 особи/км².  Було 126 помешкань (51/км²).
Расовий склад населення:
| - 46,8 % — білих - 9,1 % — корінних американців - 36,8 % — осіб інших рас |

До двох чи більше рас належало 7,4 %. Частка іспаномовних становила 92,2 % від усіх жителів.
За віковим діапазоном населення розподілялося таким чином: 22,1 % — особи молодші 18 років, 65,3 % — особи у віці 18—64 років, 12,6 % — особи у віці 65 років та старші. Медіана віку мешканця становила 41,5 року. На 100 осіб жіночої статі у переписній місцевості припадало 104,4 чоловіків;  на 100 жінок у віці від 18 років та старших — 116,9 чоловіків також старших 18 років.
Цивільне працевлаштоване населення становило 0 осіб. 